# 薩頓斯科納 (喬治亞州)
薩頓斯科納（英語：Suttons Corner）是位於美國喬治亞州克萊縣的一個非建制地區。該地的面積和人口皆未知。

## 地理
薩頓斯科納的座標為31°36′03″N 84°50′39″W / 31.60083°N 84.84417°W，而該地的平均海拔高度為120米（即394英尺）。